# Agustín Pedro Justo
Agustín Pedro Justo Rolón (Concepción del Uruguay, 26 de fevereiro de 1876 — Buenos Aires, 11 de janeiro de 1943) foi um general e político argentino. Eleito presidente da República para o período 1932-1938, estreitou relações com o Brasil, visitando o então presidente Getúlio Vargas, que posteriormente retribuiria, visitando também a Argentina.
Justo enviou seu vice, Julio Roca (que era filho de Julio Argentino Roca, 12° presidente da Argentina) a Londres para negociar um tratado, conhecido como Tratado Roca-Runciman, que estabelecia o controle sobre 85% das exportações de carne da Argentina para aquele país em troca de importações exclusivamente de bens britânicos. Ocorrem grandes debates no Congresso argentino, em que se levantam irregularidades no tratado com a Inglaterra. As discussões terminam com o assassinato de um senador, fato que se torna um dos símbolos da chamada Década Infame.
Seu filho foi Liborio Justo (1902-2003) teórico trotskista argentino que também era conhecido com os pseudônimos de Quebracho e Lobodón Garra. Ficou muito conhecido o episódio quando, no curso de uma recepção oferecida no palácio presidencial por Agustín Pedro Justo ao presidente Franklin Delano Roosevelt, Liborio Justo protestou aos gritos no microfone: “Abaixo o Imperialismo Ianque”.